# You Gotta Be
You Gotta Be is een nummer van de Britse zangeres Des'ree uit 1994. Het is de eerste single van haar tweede studioalbum I Ain't Movin.
Het nummer werd in diverse landen een hit. In de Nederlandse Single Top 100 haalde het een bescheiden 47e positie.
In 1999 werd een remix van het nummer uitgebracht. Deze versie haalde in Nederland de Tipparade, en in Vlaanderen de 4e positie in de Tipparade.